# 니콜라우스 코페르니쿠스 기념비 (크라쿠프)

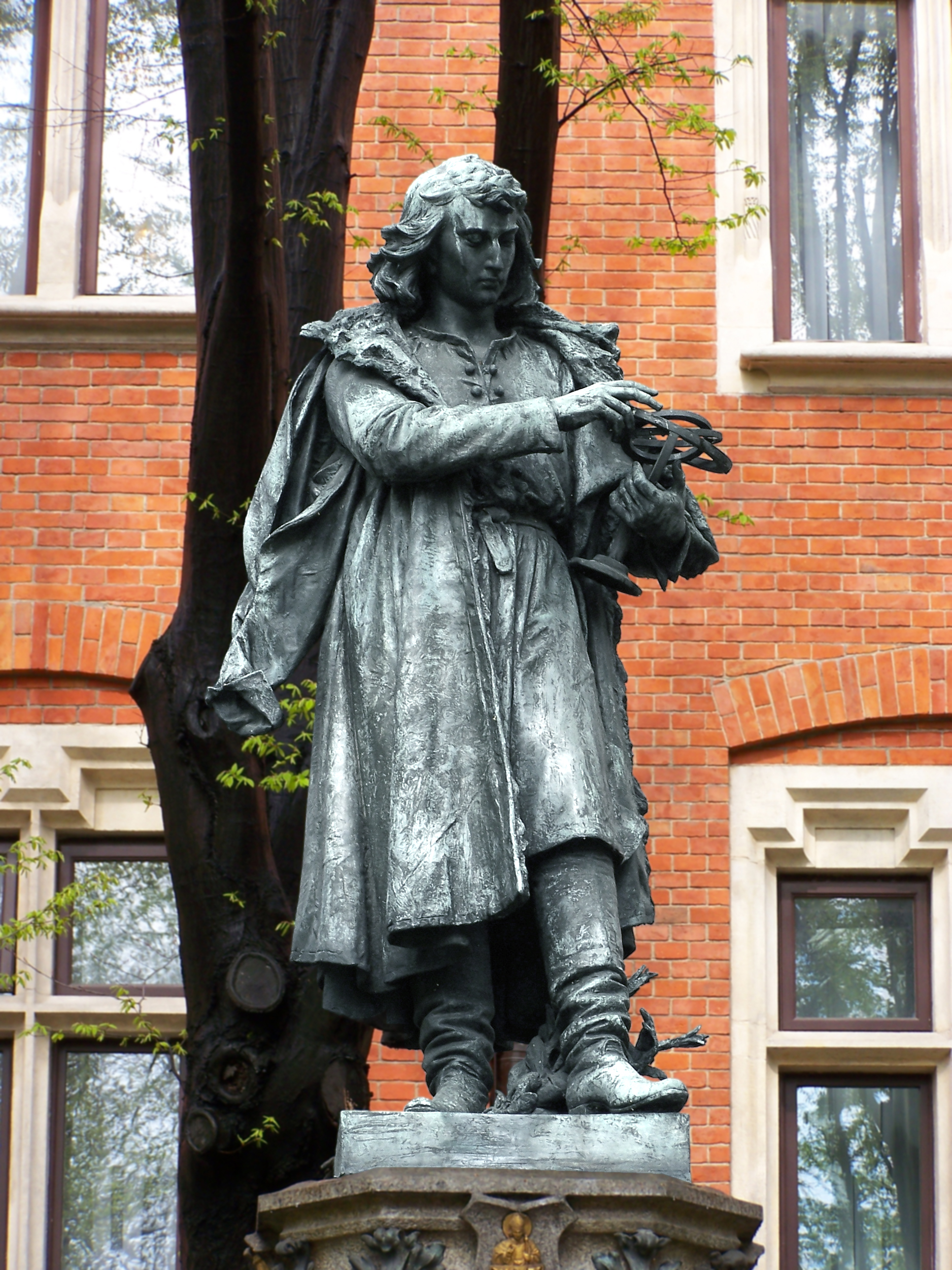
니콜라우스 코페르니쿠스 기념비

니콜라우스 코페르니쿠스 기념비(폴란드어: Zamek krzyżacki w Toruniu)은 폴란드 크라쿠프의 기념비다. 야기에우워 대학교를 졸업한 천문학자 니콜라우스 코페르니쿠스를 기념한다.
조각가 시프리안 고뎁스키가 1899년에 디자인한 이 조각상은 1900년에 완성되었다.  원래는 야기에우워 대학교의 콜리지움 마이우스 안뜰에 있었다. 1953년에 콜리지움 비트코프스키 건물 앞, 크라쿠프의 플란티로 옮겨졌다.